# Zbigniew Koczanowicz

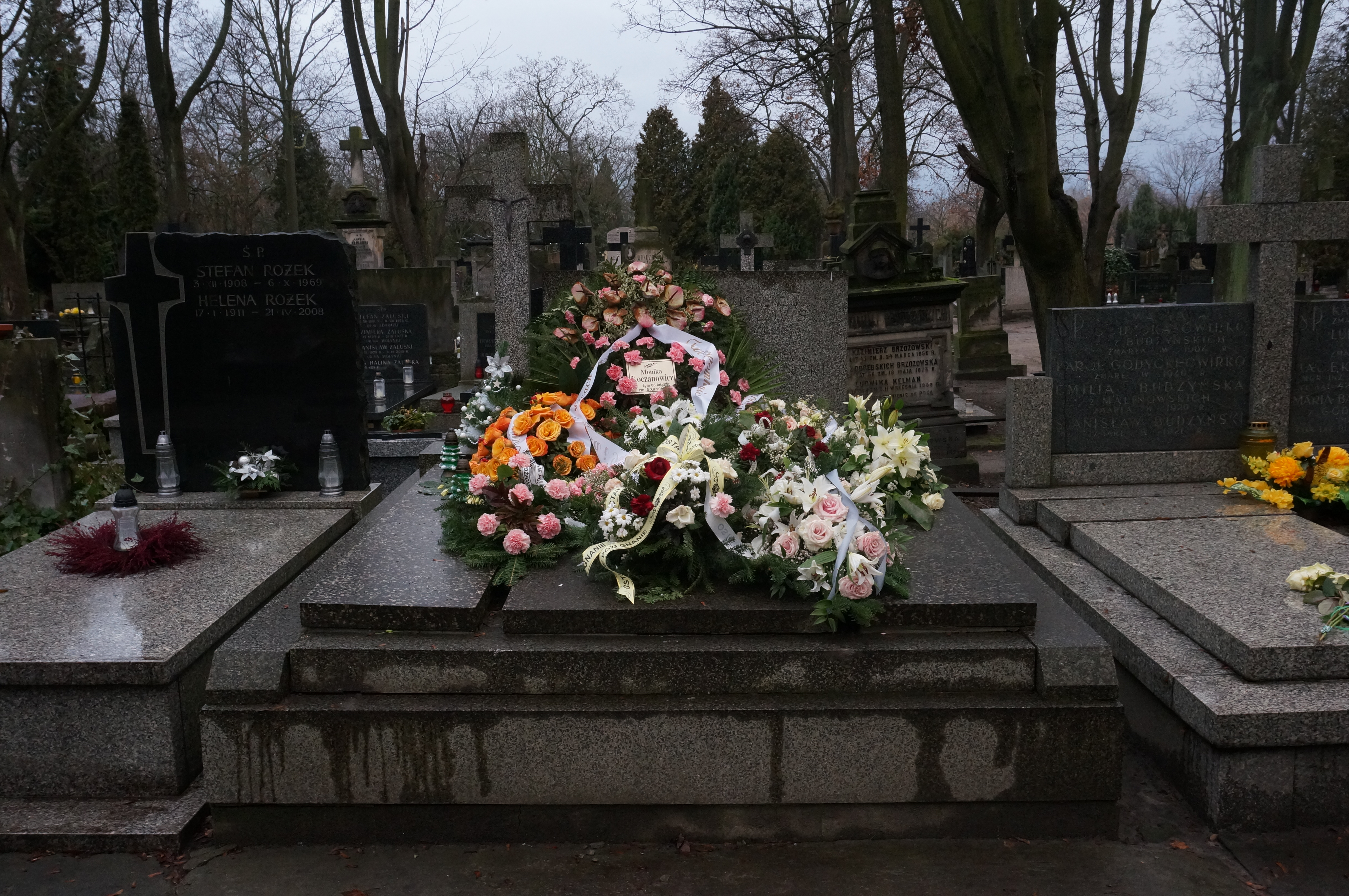
Grób Zbigniewa Koczanowicza na cmentarzu Powązkowskim

Zbigniew Koczanowicz (ur. 22 września?/5 października 1909 w Moskwie, zm. 26 października 1987 w Warszawie) – polski aktor teatralny, filmowy i telewizyjny oraz reżyser.

## Życiorys
Przed II wojną światową występował na deskach Teatru Polskiego i Teatru Narodowego w Warszawie oraz teatrów Torunia, Poznania, Bydgoszczy i Wilna. W 1938 podjął studia reżyserskie w Państwowym Instytucie Sztuki Teatralnej. W czasie okupacji niemieckiej więzień Pawiaka, Auschwitz, Groß-Rosen i Sachsenhausen.
W 1933 r. zdał egzamin aktorski i reżyserski. W latach 1945–1949 był aktorem i reżyserem Miejskich Teatrów Dramatycznych, w sezonie 1949/50 Teatru Powszechnego w Warszawie. W latach 1950–1953 grał w Teatrze Nowej Warszawy. W latach 1954–1957 był dyrektorem i kierownikiem artystycznym Teatru Ziemi Lubuskiej w Zielonej Górze, a w latach 1957–1959 Teatru Powszechnego w Łodzi, gdzie grał i reżyserował do 1963. W latach 1963–1979 występował w Teatrze Dramatycznym w Warszawie. W 1979 przeszedł na emeryturę. Był działaczem Związku Artystów Scen Polskich. Od 1979 był członkiem zasłużonym ZASP-u, a pod koniec swojego życia został wiceprezesem.
Występował również w Teatrze Telewizji, m.in. w spektaklach: Jak wam się podoba Williama Szekspira w reż. Zygmunta Hübnera (1963), Dni Turbinych Michaiła Bułhakowa w reż. Jerzego Antczaka (1965), Epilog norymberski Jerzego Antczaka w reż. autora (1969), Balladyna Juliusza Słowackiego w reż Ewy i Czesława Petelskich (1970), Wizyta starszej pani Friedricha Dürrenmatta w reż. Jerzego Gruzy (1971), Za kurtyną Earla Derr Biggersa w reż. Jana Bratkowskiego (1973) oraz w Człowieku w dżungli Danka Oldżicha w reż. Aliny Obidniak (1973), Maskaradzie Michaiła Lermontowa w reż. Konstantego Ciciszwilego (1973), Niespodziance Karola Huberta Rostworowskiego w reż. Jana Świderskiego (1978) i Nie-Boskiej komedii Zygmunta Krasińskiego w reż. Zygmunta Hübnera (1982).
Jego żoną była Elżbieta Wieczorkowska. Zmarł 26 października 1987 w Warszawie i został pochowany na cmentarzu Powązkowskim (kwatera 89-I-3/4).
Opublikował wspomnienia pt. Czterdzieści lat to niewiele (1976).

## Filmografia
- Kalosze szczęścia (1958) – Włoch z kotem
- Wolne miasto (1958) – Niemiec w piwiarni Schmoldego
- Tysiąc talarów (1959) – profesor w szpitalu psychiatrycznym
- Decyzja (1960)
- Rzeczywistość (1960) – Saturnin Czepulonis, agent Piaseckiego
- Walet pikowy (1960) – muzyk w kinie
- Bitwa o Kozi Dwór (1961) – Nejman, ojciec Szymka
- Komedianty (1961) – oficer
- Czarne skrzydła (1962) – Martyzel
- Jadą goście jadą...  (1962) – nauczyciel Wołczek
- Szpital (1962) – profesor
- Ich dzień powszedni (1963) – bileter na dworcu kolejowym
- Mansarda (1963) – Żyd
- Późne popołudnie (1964) – pracownik klubu „Tempo"
- Lekarstwo na miłość (1965) – mężczyzna na tarasie kawiarni CDT
- Niekochana (1965) – kapitan inżynier, gość w majątku
- Podziemny front (serial telewizyjny) (1965) – robotnik Franek (odc. 4. O życie wroga)
- Święta wojna (1965) – Stronciak, prezes „Sparty"
- Trzy kroki po ziemi (1965) – lekarz (cz. 3. Godzina drogi)
- Pieczone gołąbki (1966) – dyrektor Przedsiębiorstwa Wodociągów Miejskich
- Piekło i niebo (1966) – diabeł Francuz w starym piekle
- Wenus z Ille (1967) – komisarz policji
- Czterej pancerni i pies (serial telewizyjny) (1968) – sklepikarz (seria II, odc. 9. Zamiana)
- Dzieci z naszej szkoły (serial telewizyjny) (1968) – emeryt (odc. 5. Cezar)
- Otello z M-2  (1968) – adwokat Chrupka
- Jak rozpętałem drugą wojnę światową (1969) – przewodniczący niemieckiego sądu wojskowego (cz. 3. Wśród swoich)
- Zbrodniarz, który ukradł zbrodnię (1969) – świadek napadu na Pałkę przesłuchiwany przez Siwego
- Album polski (1970) – urzędnik repatriacyjny
- Epilog norymberski (1970) – oskarżony
- Portfel (1970) – dyrektor liceum
- Zapalniczka (1970) – „Profesor”, szef bandy
- Nie lubię poniedziałku (1971) – członek zespołu ludowego
- Wiktoryna, czyli czy pan pochodzi z Beauvais? (1971) – lekarz
- Kryształ – dyrektor liceum
- Janosik (serial telewizyjny) (1973) – włoski kupiec
- Na niebie i na ziemi (1973) – lekarz
- Wielka miłość Balzaka (serial telewizyjny) (1973) – komornik (odc. 2. Cudzoziemka)
- Janosik (1974) – włoski kupiec
- Wiosna panie sierżancie (1974) – mieszkaniec Trzebiatowa
- Dzieje grzechu (1975) – naczelnik biura, miejsca pracy Ewy
- Noce i dnie (1975) – Szymszel
- Opadły liście z drzew (1975) – Niemiec wzięty do niewoli przez partyzantów
- Noce i dnie (serial telewizyjny) (1977) – Szymszel:

● odc. 2. Piotruś i Teresa,
● odc. 3. Babcia,
● odc. 6. Miłość,
● odc. 7. Wiatr w oczy,
● odc. 12. A potem nastąpi noc
- Pasja (1977) – minister spraw wewnętrznych Rządu Narodowego
- Polskie drogi (serial telewizyjny) (1977) – stolarz Józef Przyłuski (odc. 9. Do broni)
- Sprawa Gorgonowej (1977) – naczelnik więzienia
- Dorota (1978) – profesor, przewodniczący narady
- Wśród nocnej ciszy (1978) – sprzedawca
- Wściekły (1979) – dozorca w wieżowcu Zawady

## Odznaczenia i nagrody
- Krzyż Oficerski Orderu Odrodzenia Polski (1984)
- Krzyż Kawalerski Orderu Odrodzenia Polski (1977)
- Złoty Krzyż Zasługi (1955)
- Medal 30-lecia Polski Ludowej (1974)
- Medal 40-lecia Polski Ludowej (1985)
- Odznaka Honorowa Za zasługi dla województwa zielonogórskiego (1973)
- Odznaka Za zasługi dla Warszawy (1977)